# Ležiachov
Ležiachov (in ungherese Lézsa) è un comune della Slovacchia facente parte del distretto di Martin, nella regione di Žilina.